# Paranoia (pel·lícula)
Paranoia (títol original: Paranoid) és una pel·lícula dramàtica del Regne Unit, dirigida per John Duigan i estrenada el 2000. Ha estat doblada al català.
En aquest film Jessica Alba té per primera vegada un paper principal.

## Argument
Jove model amb molt de futur, Chloé s'estressa pel seu treball i ės assetjada amb trucades anònimes. Quan Ned, el seu amant, proposa marxar el cap de setmana a una casa al camp a casa d'uns amics, s'hi apunta de seguida. Però el cap de setmana tombarà cap al malson perquè Chloé serà segrestada.

## Repartiment
- Jessica Alba: Chloe
- Iain Glen: Stan
- Jeanne Tripplehorn: Rachel
- Ewen Bremner: Gordon
- Mischa Barton: Theresa
- Kevin Whately: Clive
- Oliver Milburn: Toby
- Gary Love: Ned
- Amy Phillips: Michelle
- David Fahm: Jeremy
- Peter-Hugo Daly: Ellis
- James Bannon: Bryan
- Gina Bellman: Eve
- Hania Barton: Kirstie
- George Costigan: Bryan
- Shelly Dale: Monica
- John Danks : Sergent de policia
- Helena Hamilton: Anja
- Susannah Harrison: policia
- Sasha Turjak: Vox
- Tilly Vosburgh: Julia